# محمد الحموني
محمد زين العابدين الحموني (مواليد 5 أغسطس 2006) هو لاعب كرة قدم مغربي، يشغل مركز جناح بنادي لوهافر الفرنسي ومنتخب المغرب تحت 17 سنة.

## مسيرته

### النشأة
وُلد الحموني في 5 أغسطس 2006، في منطقة سباتة بمدينة الدار البيضاء، والده مغربي وأمه من إقليم غوادلوب بفرنسا. استهل مساره الكروي سنة 2017 من الأحياء الشعبية، وبالضبط في منطقة سباتة بمدينة الدار البيضاء، مسقط رأسه، حيث لعب في أكاديمية "شباب جميلة لكرة القدم" في حي جميلة. وصل الحموني إلى روان بفرنسا في سن الحادية عشرة، بعدما هاجر بمعية والديه، وأمضى عامين هناك قبل أن يقضي موسمًا في نادي كوفيي. وفي سنة 2020، انتقل إلى نادي لوهافر عندما كان عمره 13 عامًا.

### المسار مع الأندية
كان الحموني ضمن تشكيلة لوهافر لأقل من 17 سنة التي وصلت إلى الدور نصف النهائي من بطولة فرنسا تحت 17 سنة. وقع عقدًا احترافيًا مع النادي في مايو 2023. وبعد تألقه في كأس العالم تحت 17 سنة 2023 الذي أقيم بإندونيسيا، صار محط اهتمام عدد من أندية الدرجة الأولى في جميع أنحاء أوروبا.

### المسار الدولي
في أبريل 2023، تم اختياره لتمثيل منتخب المغرب لكرة القدم تحت 17 سنة في كأس الأمم الإفريقية تحت 17 سنة في الجزائر. ووصل مع المنتخب إلى نهائي البطولة.
في أكتوبر 2023، ظهر لأول مرة مع منتخب المغرب تحت 18 عامًا ضد إنجلترا. في ذلك الشهر، تم اختياره ضمن تشكيلة المغرب تحت 17 سنة للمشاركة في كأس العالم تحت 17 سنة 2023. ونال الحموني الثناء على أدائه مع منتخب المغرب تحت 17 سنة في إندونيسيا. تم اختياره لجائزة رجل المباراة حيث وصل فريقه إلى الأطراف الأخيرة من البطولة.  

## أسلوب اللعب
يوصف بأنه جناح أيسر. في كأس العالم تحت 17 سنة 2023، أنهى الحموني مرحلة المجموعات بثاني أكبر عدد من المراوغات الناجحة في كل مباراة (4.3) بنسبة نجاح بلغت 76%.

## الإنجازات
المغرب تحت 17
- كأس الأمم الإفريقية تحت 17 سنة:
  - الوصافة: 2023

### إنجازات فردية
- 2023: رجل مباراة المغرب وبنما في كأس العالم تحت 17 سنة.[18]

## روابط خارجية
- محمد الحموني على موقع قاعدة بيانات كرة القدم.إي يو (الإنجليزية)
- محمد الحموني على موقع Soccerway.com (الإنجليزية)
- محمد الحموني على موقع كووورة